# Романов Михайло Федорович (актор)
Михайло Федорович Романов (нар. 16 жовтня 1896, Санкт-Петербург, Російська імперія — пом. 4 вересня 1963, Москва, Російська РФСР) — радянський український і російський актор театру та кіно, театральний режисер. Заслужений артист УРСР (1940). Народний артист УРСР (1946). Народний артист СРСР (1951). Кавалер ордена Леніна (1960).

## Біографія

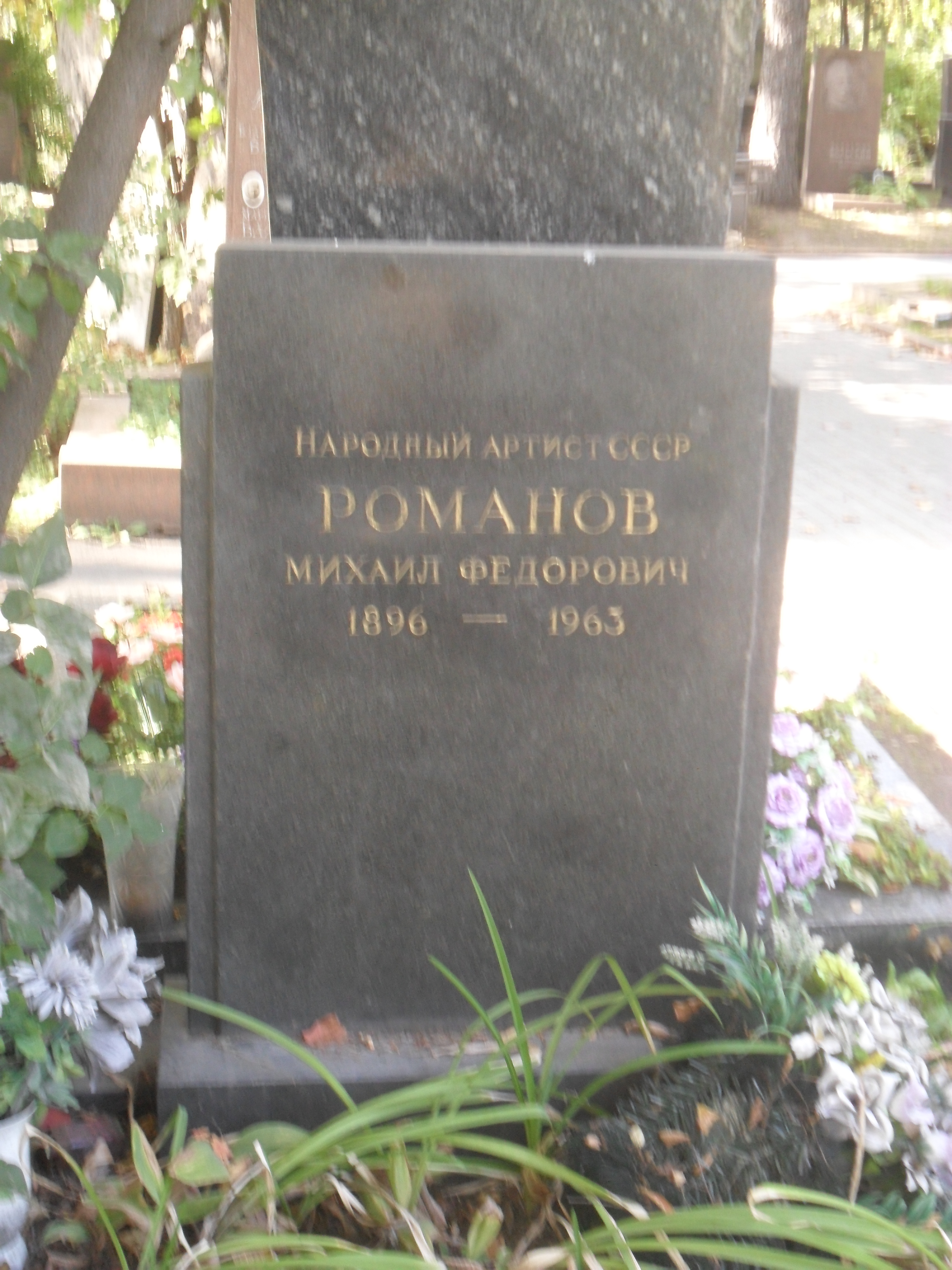
Могила артиста Михайла Романова на Новодівичому кладовищі Москви

Народився 1896 р. в Санкт-Петербурзі в родині чоботаря. Закінчив драматичні курси в Петрограді (1920).
Працював у театрах Ленінграда.
У 1936—1963 роках — актор Київського театру російської драми ім. Лесі Українки (у 1953–1958 — головний режисер).
У 1963 році перейшов до Московського театру імені Моссовета.
Помер 4 вересня 1963 р. в Москві. Похований на Новодівичому кладовищі.

## Увічнення пам'яті
- Творчості актора присвячено документальний фільм «Михайло Романов» (1968).
- У 1975 році на будинку № 19а по вулиці Пушкінській (сучасна Євгена Чикаленка), в якому М. Ф. Романов жив в 1944–1963 роки, відкрито меморіальну дошку (бронзовий барельєф; скульптор Н. М. Дерегус, архітектор А. А. Сницарев).

## Фільмографія
Знявся у фільмах:
- «Діти капітана Гранта» (1936, Мангльс, «Мосфільм»),
- «Моряки» (1940),
- «Зигмунд Колосовський» (1945, Лангфельд),
- «В далекому плаванні» (1946, старший офіцер Берг),
- «Блакитні дороги» (1947, мічман Бережний),
- «Подвиг розвідника» (1947, Еріх фон Руммельсбург),
- «Третій удар» (1948, генерал армії Антонов),
- «Головний проспект» (професор Сотін),
- «Іван Франко» (1956, Михайло Коцюбинський),
- «Діти сонця» (1957, Павло Протасов),
- «Поема про море» (1958. Письменник, «Мосфільм»),
- «Вогненний міст» (1959, Дубравін), де був також режисером спектаклю у співавт. з Г. Крикуном) та ін.

Збереглися хронікальні кадри, коли М. Романов вітає Наталію Ужвій з 60-річчям її народження (фільм «Наталя Ужвій», 1953).